# احمد بدر (بازیکن واترپلو)
احمد بدر (انگلیسی: Ahmed Badr؛ زادهٔ ۱ مهٔ ۱۹۷۷) بازیکن واترپلو اهل مصر بود.